# The Raconteurs
The Raconteurs [ðəˌɹækɑːnˈtɝːz] ist eine Bluesrockband aus den USA. Auf dem australischen Markt heißt sie „The Saboteurs“, da dort schon eine Band namens „Raconteurs“ existierte.

## Bandgeschichte
The Raconteurs wurde im Jahr 2005 gegründet und veröffentlichte Anfang Februar 2006 ihre erste Single Steady, As She Goes in limitierter Auflage auf 7″-Vinyl. Diese war in kürzester Zeit ausverkauft und wurde zu hohen Preisen im Internet versteigert.
Konzipiert war die Band als Nebenprojekt, da alle Mitglieder bereits in einer anderen, bekannteren Band spielen oder als Solokünstler aktiv sind: Jack White bei den White Stripes (bis 2011), Brendan Benson als Solokünstler sowie Jack Lawrence und Patrick Keeler bei den Greenhornes. Das erste Raconteurs-Album Broken Boy Soldiers erschien am 12. Mai 2006.
Die Musik der Band spiegelt Whites Liebe für Blues und Rock ’n’ Roll sowie Bensons Fähigkeit zum Indie-Rock-Songwriting wider. Die Texte handeln größtenteils von Liebe sowie biografischen Details. Der Bandname ist französisch (mit englischem Artikel) und bedeutet „die Erzähler“. Im April 2006 musste der Bandname für den australischen Markt auf The Saboteurs geändert werden, da es in diesem Land bereits eine Jazzband aus Queensland gab, die den Namen The Raconteurs benutzte. Die australische Band lehnte das finanzielle Angebot der Plattenfirma für einen Erwerb der Namensrechte ab und verlangte stattdessen eine höhere Summe. Dies lehnte wiederum die Plattenfirma ab, woraufhin es zur Namensänderung kam.
Am 25. März 2008 erschien ihr zweites Album Consolers of the Lonely. Es bekam 2009 unter anderem eine Nominierung für den Grammy in der Kategorie 'Best Rock Album' und gewann einen Grammy in der Kategorie 'Best Engineered Non-Classical Album' für die Tontechnikerleistung.

## Diskografie

### Studioalben
| Jahr | Titel                   | Höchstplatzierung, Gesamtwochen, AuszeichnungChartplatzierungen (Jahr, Titel, Platzierungen, Wochen, Auszeichnungen, Anmerkungen) | Höchstplatzierung, Gesamtwochen, AuszeichnungChartplatzierungen (Jahr, Titel, Platzierungen, Wochen, Auszeichnungen, Anmerkungen) | Höchstplatzierung, Gesamtwochen, AuszeichnungChartplatzierungen (Jahr, Titel, Platzierungen, Wochen, Auszeichnungen, Anmerkungen) | Höchstplatzierung, Gesamtwochen, AuszeichnungChartplatzierungen (Jahr, Titel, Platzierungen, Wochen, Auszeichnungen, Anmerkungen) | Höchstplatzierung, Gesamtwochen, AuszeichnungChartplatzierungen (Jahr, Titel, Platzierungen, Wochen, Auszeichnungen, Anmerkungen) | Anmerkungen                         |
| Jahr | Titel                   | DE | AT | CH | UK | US | Anmerkungen                         |
| ---- | ----------------------- | --- | --- | --- | --- | --- | ----------------------------------- |
| 2006 | Broken Boy Soldiers     | DE28 (9 Wo.)DE | AT30 (8 Wo.)AT | CH9 (8 Wo.)CH | UK2 Gold · (23 Wo.)UK | US7 (27 Wo.)US | Erstveröffentlichung: 16. Mai 2006  |
| 2008 | Consolers of the Lonely | DE60 (3 Wo.)DE | AT38 (5 Wo.)AT | CH25 (8 Wo.)CH | UK8 Gold · (16 Wo.)UK | US7 (19 Wo.)US | Erstveröffentlichung: 25. März 2008 |
| 2019 | Help Us Stranger        | DE14 (4 Wo.)DE | AT7 (3 Wo.)AT | CH6 (5 Wo.)CH | UK8 (2 Wo.)UK | US1 (4 Wo.)US | Erstveröffentlichung: 21. Juni 2019 |

Weitere Alben
- 2012: Live at Montreux 2008

### Singles
| Jahr | Titel Album                            | Höchstplatzierung, Gesamtwochen, AuszeichnungChartplatzierungen (Jahr, Titel, Album, Platzierungen, Wochen, Auszeichnungen, Anmerkungen) | Höchstplatzierung, Gesamtwochen, AuszeichnungChartplatzierungen (Jahr, Titel, Album, Platzierungen, Wochen, Auszeichnungen, Anmerkungen) | Höchstplatzierung, Gesamtwochen, AuszeichnungChartplatzierungen (Jahr, Titel, Album, Platzierungen, Wochen, Auszeichnungen, Anmerkungen) | Höchstplatzierung, Gesamtwochen, AuszeichnungChartplatzierungen (Jahr, Titel, Album, Platzierungen, Wochen, Auszeichnungen, Anmerkungen) | Höchstplatzierung, Gesamtwochen, AuszeichnungChartplatzierungen (Jahr, Titel, Album, Platzierungen, Wochen, Auszeichnungen, Anmerkungen) | Anmerkungen                            |
| Jahr | Titel Album                            | DE | AT | CH | UK | US | Anmerkungen                            |
| ---- | -------------------------------------- | --- | --- | --- | --- | --- | -------------------------------------- |
| 2006 | Steady As She Goes Broken Boy Soldiers | — | — | — | UK4 Gold · (19 Wo.)UK | US54 (20 Wo.)US | Erstveröffentlichung: 24. April 2006   |
| 2006 | Hands Broken Boy Soldiers              | — | — | — | UK29 (3 Wo.)UK | — | Erstveröffentlichung: 31. Juli 2006    |
| 2006 | Broken Boy Soldier Broken Boy Soldiers | — | — | — | UK22 (2 Wo.)UK | — | Erstveröffentlichung: 23. Oktober 2006 |

Weitere Singles
- 2007: Level
- 2008: Salute Your Solution
- 2008: Many Shades of Black
- 2008: Old Enough
- 2008: Consoler of the Lonely
- 2018: Sunday Driver / Now That You're Gone